# Cornedo Vicentino
Cornedo Vicentino is een gemeente in de Italiaanse provincie Vicenza (regio Veneto) en telt 11.434 inwoners (31-12-2004). De oppervlakte bedraagt 23,5 km2, de bevolkingsdichtheid is 487 inwoners per km2.
De volgende frazioni maken deel uit van de gemeente: Cereda, Montepulgo, Muzzolon, Spagnago.

## Demografie
Cornedo Vicentino telt ongeveer 4277 huishoudens. Het aantal inwoners steeg in de periode 1991-2001 met 11,2% volgens cijfers uit de tienjaarlijkse volkstellingen van ISTAT.
| Jaar | Inwoneraantal |
| ---- | ------------- |
| 1991 | 9504          |
| 2001 | 10.566        |

## Geografie
De gemeente ligt op ongeveer 200 m boven zeeniveau.
Cornedo Vicentino grenst aan de volgende gemeenten: Brogliano, Castelgomberto, Isola Vicentina, Malo, Monte di Malo, Valdagno.